# Burgruine Malsburg
Die Burgruine Malsburg ist die Ruine einer Höhenburg nordwestlich der Kernstadt von Zierenberg im Landkreis Kassel in Nordhessen. Die Burg war einst Stammsitz der Familie von der Malsburg.

## Geographische Lage
Die Reste der einstigen Burg Malsburg befinden sich im Nordteil des Naturparks Habichtswald auf dem 405,6 m ü. NN hohen Malsberg, einem bewaldeten Basaltkegel des Malsburger Waldes. Er erhebt sich rund 5,5 km nordwestlich von Zierenberg bzw. etwa 1,7 km südwestlich von Zierenberg-Hohenborn.
Östlich des Malsbergs fällt das Gelände zum Warmetal hin ab. Etwa 3,8 km südöstlich der Burgruine Malsburg befindet sich jenseits der Warme die Burgruine Schartenberg, rund 2,8 km südsüdöstlich die Burgruine Falkenberg und zirka 1,6 km südsüdwestlich steht das Schloss Escheberg. Rund 1,5 km südöstlich liegt direkt an der Warme das kleine Dörfchen Laar mit dem Schloss Laar.

## Anlage
Die Malsburg war eine verhältnismäßig kleine Anlage mit langgestrecktem rechteckigen Hauptbau. Erhalten sind heutzutage Mauerreste sowie Reste eines Turms von 6,5 m Durchmesser mit Treppenspindel und eines Brunnens.

## Geschichte
Die Malsburg wurde erstmals 1123 erwähnt, aber schon früher erbaut. 1124 trugen Volkold/Folkold und Udalrich von Warthbeche, Söhne des Volkold I., die von ihrem Vater geerbte Malsburg und die benachbarte Burg Schartenberg dem Mainzer Erzbischof Adalbert I. zu Lehen auf. Volkold war bereits nach Nidda gezogen, wo seine Familie Besitz hatte und er das kurzlebige Geschlecht der Grafen von Nidda aus dem Hause Malsburg begründete. Mainz belehnte die Grafen von Dassel mit der Burg Schartenberg, besetzte die Malsburg jedoch nach Udalrichs Tod mit eigenen Burgmannen. 1143 waren dort die Ministerialen Stephan und Dietrich von Malsburg genannt, Mitglieder eines niederadeligen Geschlechts, das wahrscheinlich ein Zweig der Familie Schartenberg war und sich nun nach seinem Burgsitz „von der Malsburg“ nannte. 1213 war die Burg mainzisches Lehen eines Zweigs der Familie Groppe von Gudenberg.

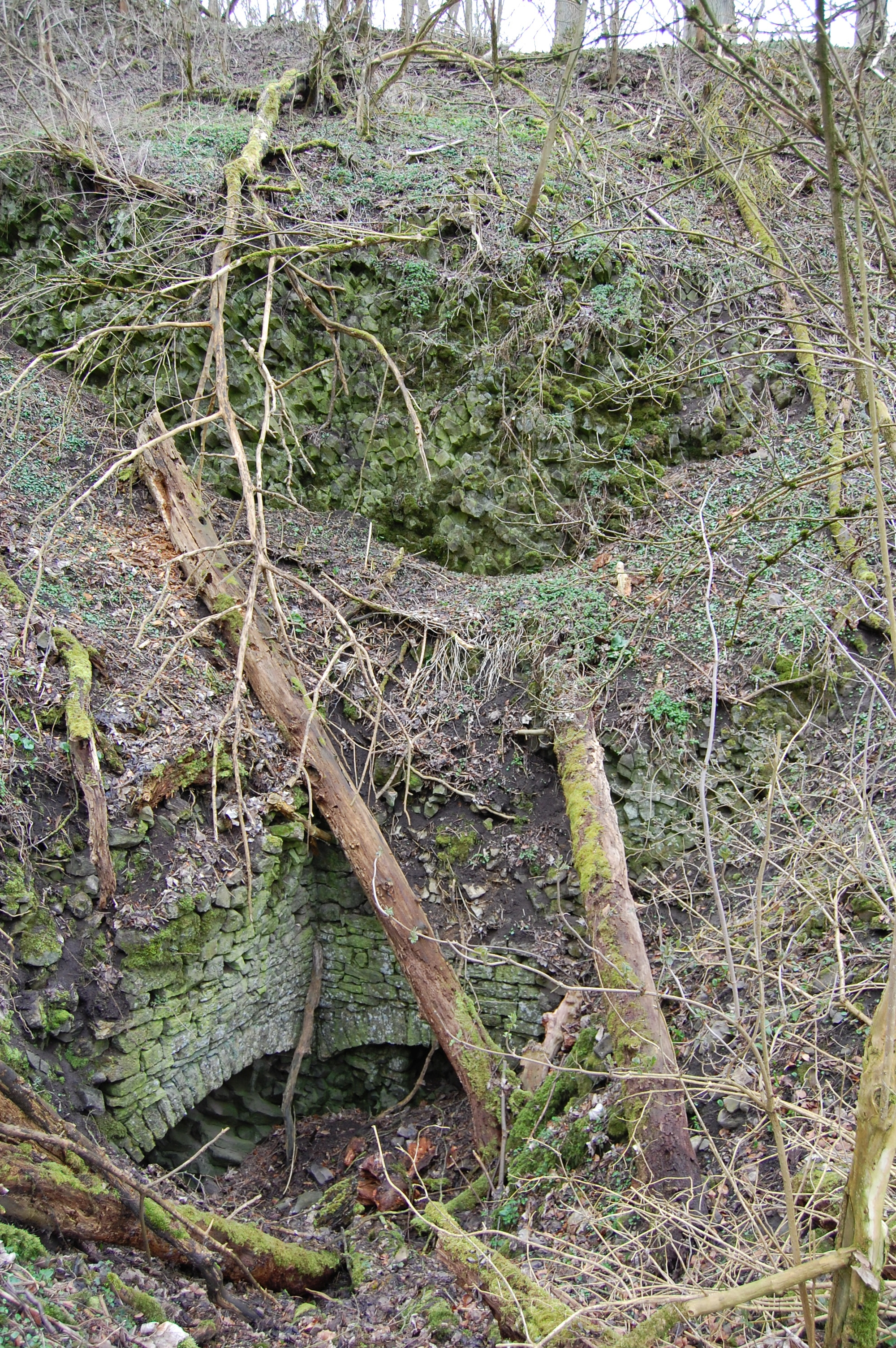
Brunnenrest der Burgruine

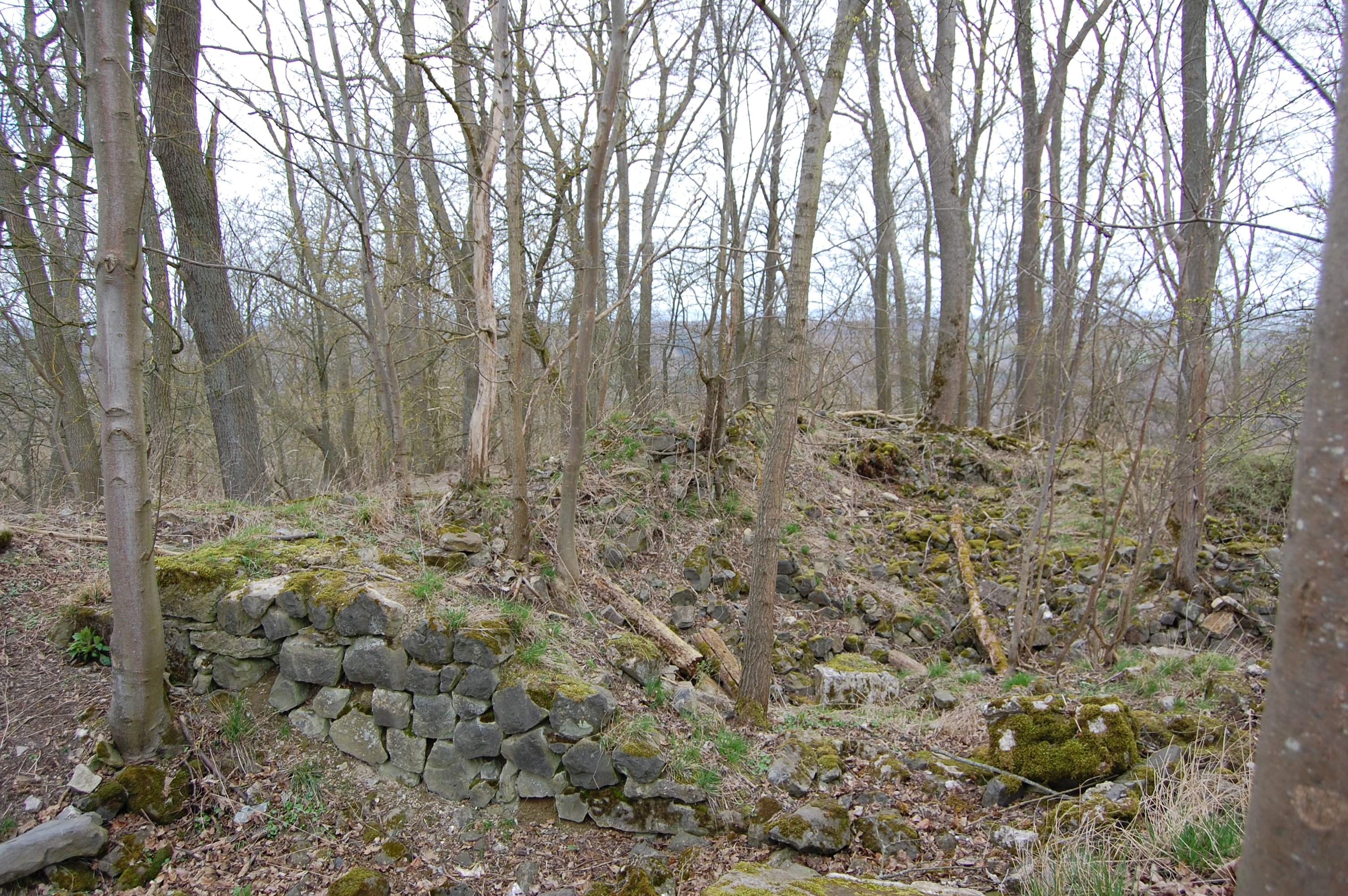
Ruine des Hauptgebäudes der Burg

Landgraf Heinrich I. von Hessen eroberte die Malsburg im Jahre 1260 (?) während des Thüringisch-Hessischen Erbfolgekriegs, musste sie aber an Mainz zurückgeben. Sie war danach Teil des mainzischen Amtes Hofgeismar.
Im Jahr 1329 verpfändeten die Edelknechte Stephan und Hermann von der Malsburg, auch im Namen ihrer Söhne und weiteren Brüder, dem Ritter Rabe von Pappenheim und dessen Brüdern einen Burgsitz auf der Malsburg; die Pappenheimer durften aber den Lehnsherren der Malsburger, dem Mainzer Erzbischof und dem Herzog Otto von Braunschweig-Göttingen, von der Malsburg aus keinen Schaden zuzufügen. 1337 öffneten die Malsburger dem Mainzer Erzbischof, seinen Amtleuten und der Stadt Hofgeismar ihre Burg. Außerdem trugen sie ihm ihr Dorf Esebecke zu Lehen auf und erhielten es als erbliches Burglehen zurück.
1353 wurden die Malsburg und die Sababurg während einer Pfandschaft dem Bischof Balduin von Paderborn zur Burghut übertragen, damit er sie schütze und dem Mainzer Erzstift als Offenhäuser bewahre.
Nach den entscheidenden militärischen Niederlagen des Mainzer Erzbischofs Konrad III. von Dhaun gegen den hessischen Landgrafen Ludwig I. bei Fritzlar und Fulda im Jahre 1427, mit denen Ludwig der Landgrafschaft endgültig die territoriale Vorherrschaft in Nieder- und Oberhessen sicherte, fiel auch die Malsburg an die Landgrafen von Hessen.

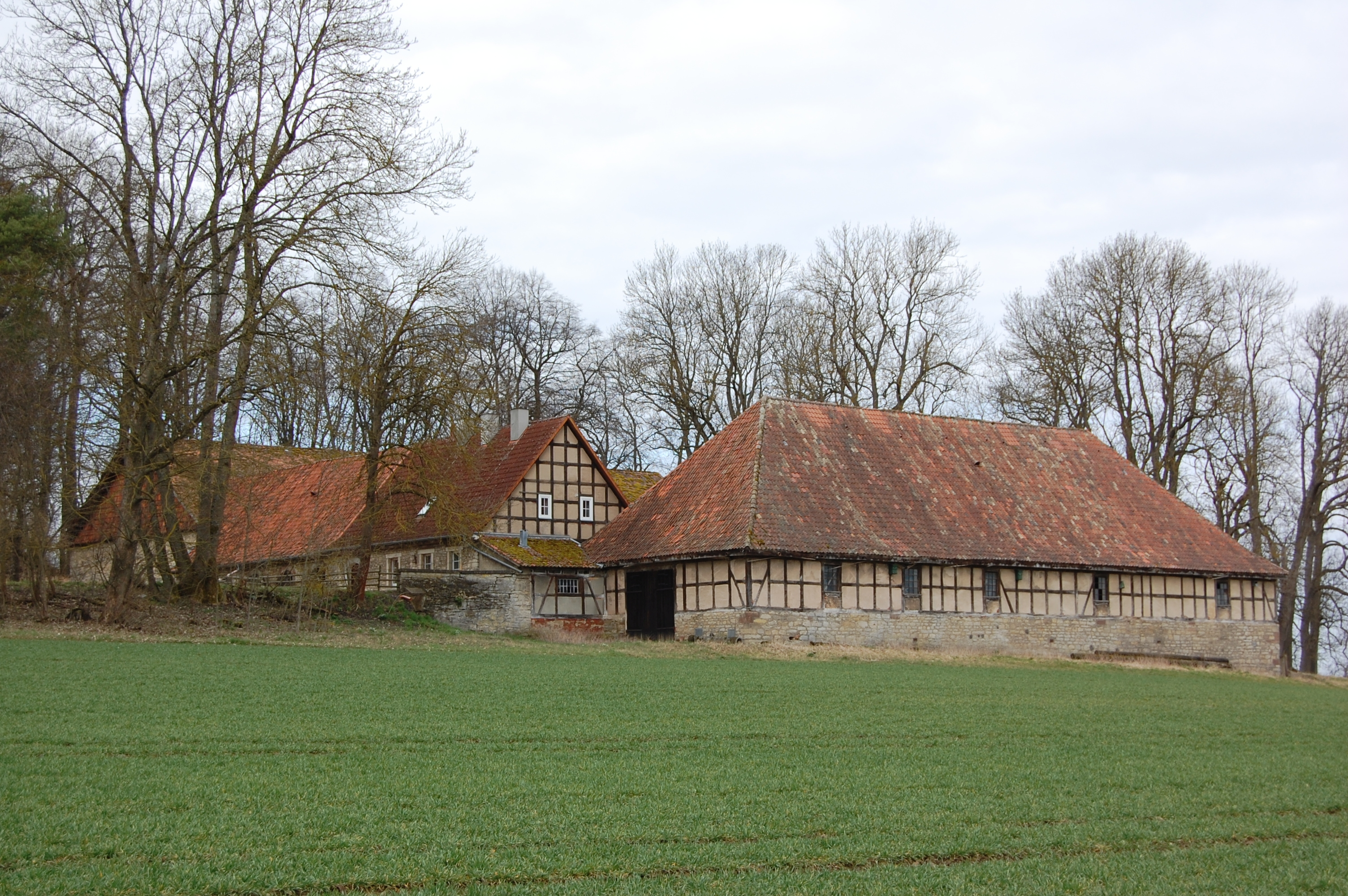
Gut Malsburg unterhalb der Burg